# Jack Wild
Jack Wild (Royton, aleshores Lancashire i actualment al Gran Manchester, 30 de setembre de 1952 − Tebworth, Bedfordshire, Anglaterra, 2 de març de 2006) va ser un actor britànic.

## Filmografia
- 1967: Danny the Dragon
- 1968: Oliver!
- 1969-1971: H.R. Pufnstuf
- 1970: Pufnstuf
- 1971: Melody
- 1971: Flight of the Doves
- 1972: Caterpiller Taxis
- 1972: The Wild Little Bunch
- 1973: The 14
- 1976: Keep It Up Downstairs
- 1981: Alice
- 1991: Robin des Bois: príncep des voleurs
- 1998: Basil
- 2005: Moussaka & Chips

## Premis i nominacions
Nominacions
- 1969: Oscar al millor actor secundari per Oliver!